# Pedro Garcia Palma
Pedro Garcia Palma war ein uruguayischer Politiker.
Garcia Palma gehörte der Partido Nacional an. Er saß in der 21. Legislaturperiode als Abgeordneter für das Departamento Flores vom 15. Februar 1920 bis zum 14. Februar 1923 in der Cámara de Representantes.

## Zeitraum seiner Parlamentszugehörigkeit
- 15. Februar 1920 – 14. Februar 1923 (Cámara de Representantes, 27.LP)